# Wohnhaus Ernst-Thälmann-Straße 23

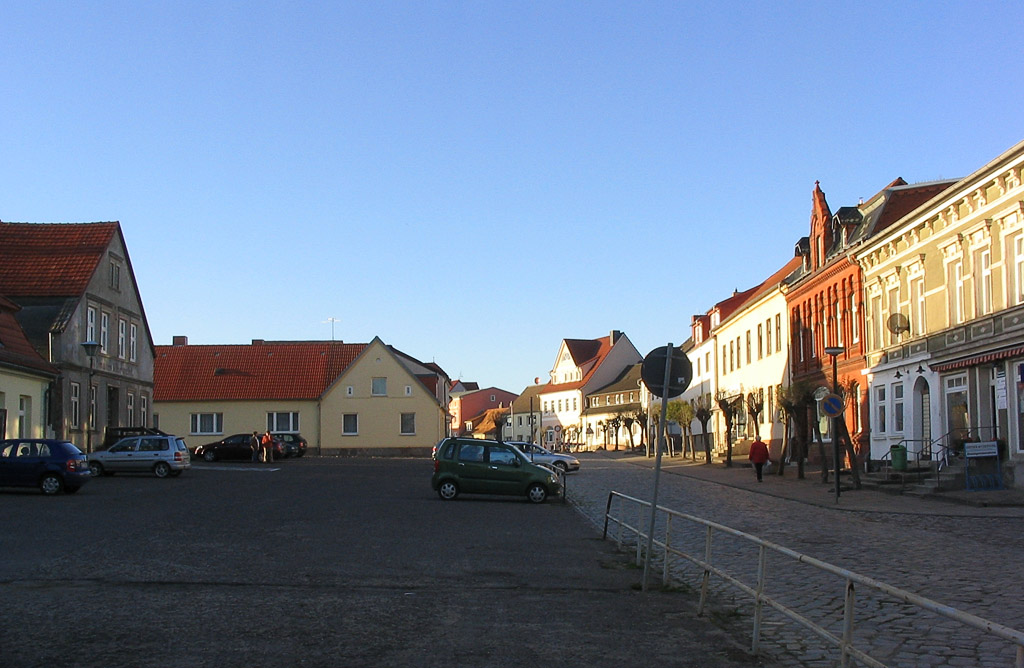
Nr. 23: rotes Haus rechts

Das Wohnhaus Ernst-Thälmann-Straße 23 in Franzburg (Mecklenburg-Vorpommern), stammt aus dem 19. Jahrhundert.   
Das Gebäude steht unter Denkmalschutz.

## Geschichte
Franzburg, mit 1395 Einwohnern (2019), entstand ab 1231 als Kloster und wurde als Schloss Frantz(en)burgh 1587 erwähnt.
In der Gründerzeit entstand das zweigeschossige, historisierende Haus mit einem prägenden Dachhaus etwa im letzten Viertel des 19. Jahrhunderts. Ein Kopfbildnis über dem rundbogigen Portal ist erwähnenswert.
Das Gebäude am Markt wurde im Rahmen der Städtebauförderung in den 1990er Jahren saniert.